# Untermaßfeld
Untermaßfeld är en kommun och ort i Landkreis Schmalkalden-Meiningen i förbundslandet Thüringen i Tyskland.
Kommun ingår i förvaltningsgemenskapen Meiningen tillsammans med kommunerna Meiningen, Rippershausen och Sülzfeld.